# Hipólito San José Giral del Pino
Hipólito San José Giral del Pino  (* 18. Jahrhundert; † 18. Jahrhundert) war ein britischer Romanist, Hispanist, Grammatiker und Lexikograf spanischer Herkunft.

## Leben und Werk
Giral del Pino (oder Giral Delpino) war Spanischlehrer am englischen Hof. Er trat mit einer spanischen Grammatik und einem zweisprachigen Wörterbuch Spanisch-Englisch, Englisch-Spanisch hervor, beides in Weiterführung der Bücher von Peter Pineda. Giral del Pinos Wörterbuch wurde vor allem in der Bearbeitung von Giuseppe Baretti bekannt und europaweit ausgeschlachtet.

## Werke
- A dictionary, Spanish and English, and English and Spanish, London 1763, The second edition, corrected and improved by Joseph Baretti, 1778, 1786, 1794.
- A New Spanish Grammar Or, the Elements of the Spanish Language, to Which Is Added an English Grammar for the Use of Spaniards, London 1766, 384 Seiten, 1777, 1787, 1792, Philadelphia 1795; Auflagen hrsg. von Raymundo del Pueyo, London 1800, 1807, 1809, 1814